# Писаренко-Т
«Писаренко-Т» (Писаренко-тренировочный) — опытный самолёт с крылом необычного (плоского) профиля, конструкции В. О. Писаренко. Построен в 1925 г. в Серпуховской школе стрельбы и бомбометания («Стрельбом»). Известно, что когда самолёт был готов к испытаниям, Писаренко подал рапорт на имя начальника «Стрельбом» с просьбой разрешить полёт. Однако, так как не было никаких расчётов самолёта, ему разрешили провести лишь руление. Одним рулением пилот не ограничился, он произвел взлет и совершил благополучную посадку на Московском центральном аэродроме. Где совершил ещё один полёт (раньше, чем успели запретить), во время которого выполнил ряд фигур высшего пилотажа, в том числе переворот и несколько бочек. Полёт закончился удачной посадкой. Более на своей машине В. О. Писаренко не летал.
В литературе встречается другое название самолёта — ВОП-Т (Виктор Осипович Писаренко — тренировочный).

## Конструкция
Самолёт представлял собой одноместный подкосный парасоль. Обшивка везде фанерная. Нижняя поверхность крыла плоская, носок скруглён по дуге круга, верхняя поверхность также плоская до заднего лонжерона, параллельна нижней и от него до задней кромки — плоская. Силуэт фюзеляжа был образован прямыми линиями.

## Основные характеристики
- Экипаж: один пилот
- Длина:
- Высота:
- Размах крыльев:
- Площадь крыльев:
- Взлётная масса:
- Двигатель: 1 × «Испано-Сюиза» 150 л. с
- Максимальная скорость:
- Продолжительность полёта:
- Дальность полёта:
- Практический потолок: